# Píxel morto

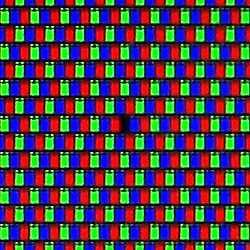
Foto de um LCD, apresentando um subpixel verde morto, na forma um retângulo preto

Pixel morto, em inglês Dead Pixel/Defective Pixel, são pixels em um display de cristal líquido (LCD) que não estão funcionando como esperado. O padrão ISO 13406-2 distingue entre três tipos diferentes de pixels defeituosos, enquanto as empresas de hardware tendem a ter outros tipos de distinção.

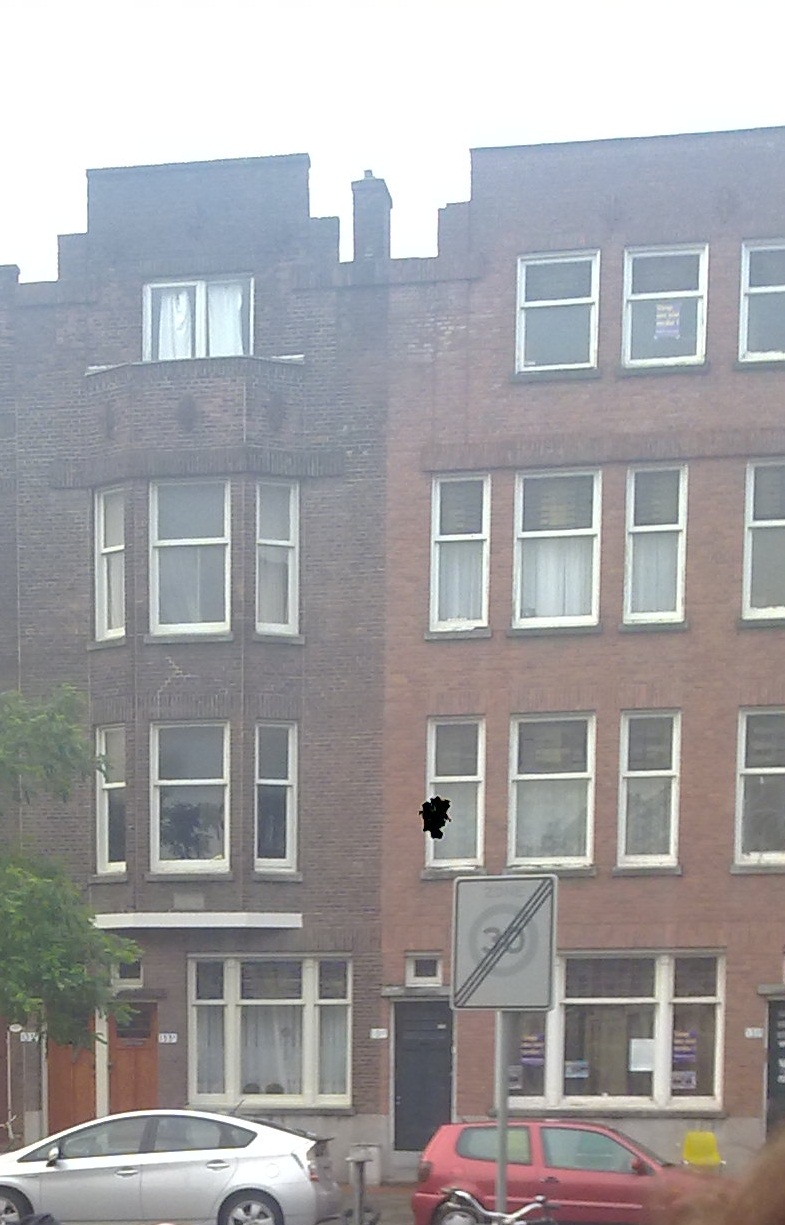
Uma foto tirada com um sensor de imagem danificado

Defeitos similares também podem acontecer em dispositivos de carga acoplada (CCD) ou em sensores de imagem CMOS em cameras digitais. Nesses dispositivos, pixels mortos irão falhar ao sentir níveis de luz corretamente, enquanto pixels mortos em LCDs falharão ao reproduzir níveis de luz corretamente.

## Variações

### Defeitos de pixels pretos
Um defeito em que o pixel aparenta ser preto é geralmente causado por um transistor na camada de elétrodos transparente que está preso "ligado" em painéis TN ou "desligado" em painéis MVA/PVA e IPS. Nesse estado, o transistor coloca o material do cristal líquido de certa forma que a luz nunca passa pela camada RGB do display.

### Defeitos de pixels brancos

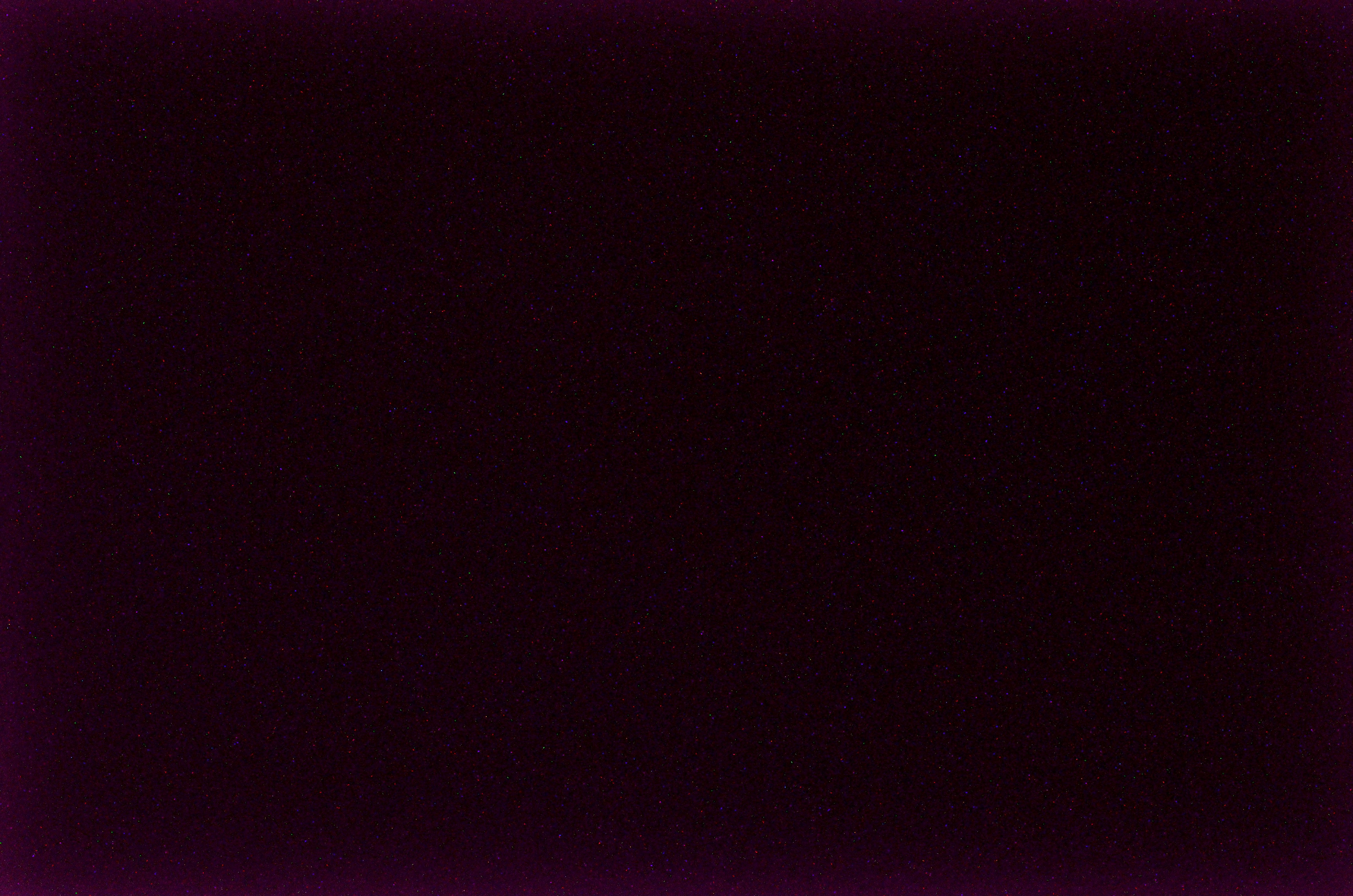
Centenas de hot pixels aparecem em uma foto de alta exposição tirada em um ambiente totalmente escuro. Nota: Deve ser visto em tamanho completo.

Um pixel branco é um grupo de três sub-pixels (um pixel) onde todos os transistores estão "desligados" em painéis TN ou presos "ligados" em painéis MVA/PVA. Isso permite que toda luz passe pela camada RGB, criando um pixel branco que está sempre ligado. Isso também é comumente chamado de hot pixel.

### Defeitos parciais de sub-pixel
Um defeito parcial de sub-pixel é um defeito de produção em que a camada de filme RGB não foi cortada corretamente.

### Defeitos deTape Automated Bonding(TAB)
Uma defeito no TAB é causado por uma falha de conexão do TAB que conecta as camadas transparentes do eletrodo à placa do driver de vídeo de um LCD.
O TAB é um dos vários métodos empregados no processo de fabricação do LCD para conectar eletricamente centenas de caminhos de sinal que vão para as linhas e colunas de elétrodos na camada 6 (a camada transparente do eletrodo) no LCD aos CIs de vídeo na placa do driver que alimenta esses eletrodos.
Se um LCD for sujeitado a um choque físico, isso poderá causar falha em uma ou mais conexões TAB dentro do visor. Essa falha geralmente é causada pela flexão horizontal do chassi (por exemplo, durante a montagem na parede ou o transporte de uma tela com a face para cima/para baixo) ou por uma falha simples do adesivo que mantém a TAB pressionada contra o vidro. As falhas do TAB exigem a substituição do próprio módulo de LCD. Se essas conexões falharem, o efeito seria que uma linha ou coluna inteira de pixels falharia a ser ligada. Isso faz com que uma linha preta horizontal ou vertical apareça na tela enquanto o restante da tela funcione normalmente. A falha na horizontal se manifesta de ponta a ponta; a falha na vertical é se manifesta de cima para baixo.

#### Partida a frio/Cold start
Comumente chamada de falha de "partida a frio", é outro tipo de falha do TAB que se manifesta quando o visor é mantido desligado por tempo suficiente para que o LCD possa esfriar ou encolher o suficiente de modo que as ligações do circuito estejam em circuito aberto. Essa falha geralmente é vista como uma imagem "fantasma" dupla ou tripla em um lado da tela, com sombreamento ou embotamento da outra parte da tela. [carece de fontes?] Um teste comum para esse problema é usar uma amostra-teste cinza de 50% e 75%. A falha geralmente desaparece quando a folha do LCD esquenta e se expande no quadro; flexionar a TV quando isso acontecer revelará imediatamente se isso é uma falha do TAB.  As falhas do TAB provenientes da "partida a frio" tendem a piorar, já que aquecimento e resfriamento constantes da ligação, ao ligar e desligar a tela, causa mais rachaduras.
Fabricantes e distribuidores de hardware tendem a alegar que as falhas do TAB, em oposição a outros defeitos físicos que podem ser encontrados em um LCD, não podem ser reparadas.

### Sub-pixels presos
Um sub-pixel preso é um pixel que está sempre "ligado". Isso geralmente é causado por um transistor que não está recebendo energia e, portanto, permite continuamente que a luz nesse ponto passe pela camada RGB. Isso significa que o pixel permanecerá vermelho, azul ou verde e não será alterado ao tentar exibir uma imagem. Esses pixels podem aparecer em determinados aplicativos ou podem estar presentes o tempo todo.

## Pixels presosvsPixels mortos
Pixels presos normalmente são chamados incorretamente de "pixels mortos", com aparência semelhante. Em um pixel morto, todos os três sub-pixels s estão permanentemente desativados, produzindo um pixel permanentemente preto. Os pixels mortos podem resultar de anomalias de fabricação semelhantes aos pixels presos, mas também podem ocorrer a partir de um transistor que não funciona, resultando em completa falta de energia ao pixel.[carece de fontes?] Pixels mortos são muito menos prováveis de serem corrigidos com o tempo ou de serem reparados por qualquer um dos vários métodos populares.[carece de fontes?]
Os pixels presos, diferentemente dos pixels mortos, podem se regenerar, como relatado por proprietários das telas de LCD, e existem vários métodos populares que para corrigi-los, como esfregar suavemente a tela (em uma tentativa de resetar o pixel), alternar rapidamente o valor da cor do pixel preso (em outras palavras, piscar cores brilhantes na tela) ou simplesmente tolerar o pixel preso até que ele desapareça (o que pode levar de um dia a anos). Embora esses métodos possam funcionar para alguns pixels presos, outros não podem ser corrigidos pelos métodos acima. Além disso, alguns pixels presos reaparecerão após serem corrigidos se a tela for desligada por várias horas.

## Políticas de fabricantes
Na fabricação de LCD, é comum que um monitor seja fabricado com vários defeitos de sub-pixels (cada pixel é composto por três sub-pixels de cores primárias). O número de pixels defeituosos tolerados, antes que uma tela seja rejeitada, depende da classe que o fabricante forneceu à exibição (embora oficialmente descrita pelo padrão ISO 13406-2, nem todos os fabricantes interpretam esse padrão da mesma maneira ou mesmo o seguem).
Alguns fabricantes têm uma política de tolerância zero em relação às telas de LCD, rejeitando todas as unidades com qualquer número de defeitos de (sub)pixel. As telas que atendem a esse padrão são consideradas Classe I. Outros fabricantes rejeitam as telas de acordo com o número de defeitos totais, o número de defeitos em um determinado grupo (por exemplo, 1 pixel morto ou 3 sub-pixels presos em uma área de 5×5 pixels), ou outros critérios.
Em alguns casos, um fabricante envia todas as telas para venda e, em seguida, substitui a tela se o cliente relatar a unidade como defeituosa e os pixels defeituosos atenderem aos requisitos mínimos de devolução.
- ISO 13406-2, o padrão ISO que define as classes de dispositivos, com base em um certo número máximo de pixels defeituosos.